# 美味盛宴
《美味盛宴》（英語：Feast）是2014年的一部美国三维手绘电脑动画浪漫喜剧短片，由帕特里克·奥斯本执导，华特迪士尼动画工作室制作，于2014年6月10日在全球首映。该短片随后在2014年11月7日举办的安锡国际动画影展中与首度亮相的《超能陆战队》一并播出。
该短片荣获第87屆奧斯卡金像獎的最佳动画短片奖和第42届安妮奖的最佳动画短片。

## 故事情节
一只流浪狗在快餐店的门口四处张望，寻找着别人丢弃的快餐包装纸。与牠素不相识的一名男子詹姆斯抛下了一根薯条，小狗吃掉后又给牠一根，接着把牠抱回了家。詹姆斯为其取名“温斯顿”，并且像家人一样照顾牠，不仅喂牠普通的狗粮，还乐意把他吃过的美味佳餚分一份给它。
一天，詹姆斯开始与当地餐馆的女服务员卡比情愫暗生，卡比建议詹姆斯采取健康绿色的饮食习惯，詹姆斯的积极回应令温斯顿大为不满，喜好食肉和甜品的牠忍受不了詹姆斯剩下来的蔬菜，牠便一次次打翻盘子以示抗议。很快，两人关系逐渐冷淡直至分手，心情低落的詹姆斯把卡比的忠告抛之脑后，如行尸走肉一般打开冰箱大吃特吃，温斯顿乘机能从中分一杯羹来大快朵颐。但当它发现詹姆斯盯着那片能维系两人关系的香芹叶时，就下定决心让两人破镜重圆，于是夺走了他的叶子，詹姆斯一路尾随它到了卡比的面前，两人相视许久后就和解了，并于不久之后成婚。
夫妻俩搬入新房后，处在睡梦中的温斯顿感觉到有一个肉丸滚了过来，它追随着肉丸滚过的痕迹发现了还处在婴儿床里的小宝宝，温斯顿开心地和小孩子们玩在了一起。

## 配音演员
- 本·布莱索[2]（Ben Bledsoe）
- 施图尔·莱文[2]（Stewart Levine）
- 凯蒂·洛斯[2]（Katie Lowes）
- 布兰登·斯科特[2]（Brandon Scott）
- 亚当·夏皮罗 [2]（Adam Shapiro）
- 汤米·史奈德[2]（Tommy Snider）
- 史蒂芬·安珀斯尼（Stephen Apostolina）

## 制作

### 开发
《美味盛宴》是奥斯本执导的第一部作品，他在执导该短片前是电影《超能陆战队》的联席主管。开发本短片的构想起源于名为“每天1秒”（1secondeveryday）的应用软件，用户通过该软件可以记录每天一秒的视频片段，然后把它们剪成电影。奥斯本就于2012年用它创作了一部享用晚餐的电影，他认为这是短片品质优良的基础。
华特迪士尼动画工作室推出《纸人》和《找一匹马！》后，打算“真正”制作一部短片。即使皮克斯早就有在电影前放映短片的传统，然而作为东家的迪士尼却鲜有采用。工作室鼓励所有员工为短片开发出谋划策。奥斯本的主意是以宠物狗为视角，以一家人的日常饮食为线索来叙述故事。短片于2013年10月正式制作，起初以次年的6月10日为限，但为了赶上安锡影展的首映而提前三天完成。

### 动画制作及影片风格
短片开发采用了曾用来绘制《纸人》的曲流系统（Meander system），这是该系统首次绘制彩色影片。渲染则采用《超能陆战队》的“亥伯龙”（Hyperion）系统。
短片的角色和环境刻画之特色为自由描线及彩块化填色。画面主要集中于温斯顿和食物而非用餐的人，是因为短片是以一系列短暂的片段拼接在一起的，食物要描绘得像美味盛宴那样，让人看一眼就能印象深刻。
温斯顿的原型为波士顿犬有以下三点原因：一是要与众不同，不会在之前任何一部迪士尼电影有同类品种；二是其体型较小，能令它在餐桌上下不断转移的过程变得自然；三是短片较为平实的风格，意味着带有条纹的小狗更能惹人关注其细微的动作。

## 家用媒体版
2015年2月24日，《超能陆战队》的蓝光光碟与DVD发售，均包括该短片的家用媒体版。短片也收录于iTunes数字商店发售的《超能陆战队》中。此外，短片纳入于2015年8月18日发售的“迪士尼动画短片集”蓝光光碟中。

## 反响

### 评价
评论家皮特·戴部格（Peter Debruge）在杂志《综艺》中，描述了观众在安锡影展观看短片的反应，他称“说《美味盛宴》大获成功一点都不为过”，制作人员表开始播放的时候，观众们在露天看台上边吼叫边跺脚，可谓震耳欲聋。

### 奖项
该短片荣获第42届安妮奖的最佳动画短片和第87屆奧斯卡金像獎的最佳动画短片奖。
| 获奖和提名列表      | 获奖和提名列表 | 获奖和提名列表       | 获奖和提名列表                   | 获奖和提名列表 | 获奖和提名列表 |
| 奖项                | 颁奖日期       | 类别                 | 得奖人或被提名人                 | 结果           | 参考资料       |
| ------------------- | -------------- | -------------------- | -------------------------------- | -------------- | -------------- |
| 第6届三维创意艺术奖 | 2015年1月28日  | 最佳三维短片及叙事片 |                                  | 獲獎           | [ 15 ]         |
| 第87届奥斯卡        | 2015年2月22日  | 最佳动画短片奖       | 帕特里克·奥斯本和克里斯蒂娜·瑞德 | 獲獎           | [ 17 ]         |
| 第42届安妮奖        | 2015年1月31日  | 最佳动画短片         |                                  | 獲獎           | [ 17 ]         |